# Vetka rajon
Vetkaŭski Rajon (vitryska: Веткаўскі Раён, ryska: Ветковский район) är ett distrikt i Belarus.   Det ligger i voblasten Homels voblast, i den östra delen av landet, 280 km sydost om huvudstaden Minsk.